# Poolbillard-Europameisterschaft 1998
Die Poolbillard-Europameisterschaft 1998 war ein vom europäischen Poolbillardverband EPBF in Luxemburg-Stadt ausgetragenes Poolbillardturnier. Die Poolbillard-EM fand somit erstmals im Großherzogtum Luxemburg statt. 1997 hatte bereits die Dreiband-Europameisterschaft in Bad Mondorf stattgefunden.
Ausgespielt wurden die Disziplinen 8-Ball, 9-Ball und 14/1 endlos sowie die Mannschafts-Europameisterschaften der Herren und der Damen.
Dem Finnen Mika Immonen gelang es, als erstem nichtdeutschen Spieler seit 1992, Europameister zu werden. Das Finale im 14/1 endlos gewann er gegen Titelverteidiger Ralf Souquet.
Das 8-Ball-Finale gewann Souquet, der im Vorjahr gegen Bernd Jahnke verloren hatte, gegen den Niederländer Rico Diks. Durch einen Finalsieg gegen den Italiener Fabio Petroni konnte Souquet zudem im 9-Ball seinen Titel von 1997 erfolgreich verteidigen. Der Deutsche Thomas Engert und der Österreicher Alexander Wanner gewannen jeweils einmal Bronze.
Im 14/1 endlos der Damen gewann die Engländerin Allison Fisher das Finale gegen Franziska Stark, die somit nach 1996 und 1997 zum dritten Mal in Folge Vizeeuropameisterin in dieser Disziplin wurde. Fisher wurde außerdem durch einen Finalsieg gegen die Schweizerin Julia Rechfeld 9-Ball-Europameisterin. Dies waren Fishers erste, und bislang letzte, EM-Titel. Sie ist zudem die einzige Engländerin, die Poolbillard-Europameisterin der Damen wurde. 8-Ball-Europameisterin wurde die Deutsche Ilona Bernhard, die im Finale die Nordirin Karen Corr besiegte. Corr gewann zudem Bronze im 14/1 endlos. Die Deutschen Franziska Stark, Sandra Ortner und Michaela Rank, sowie die Österreicherin Gerda Hofstätter, die in zwei Disziplinen Titelverteidigerin war, gewannen jeweils eine Bronzemedaille.
Bei den Herren-Mannschaften wurde Dänemark im Finale gegen Finnland Europameister. Die deutsche Mannschaft (Oliver Ortmann, Thomas Engert, Ralf Souquet, Bernd Jahnke und Thorsten Hohmann), die zuletzt siebenmal in Folge Europameister wurde belegte nur den dritten Platz. Bei den Damen wurde Norwegen im Finale gegen Schweden Europameister. Der Titelverteidiger, die Schweiz, gewann ebenso wie die deutsche Mannschaft (Ilona Bernhard, Franziska Stark, Sandra Ortner und Sylvia Buschhüter) die Bronzemedaille.

## Medaillengewinner
| Disziplin            | Gold           | Silber          | Bronze                 |
| -------------------- | -------------- | --------------- | ---------------------- |
| Herren – 14/1 endlos | Mika Immonen   | Ralf Souquet    | Maxim Stalev           |
| Herren – 14/1 endlos | Mika Immonen   | Ralf Souquet    | Niklas Bergendorff     |
| Herren – 8-Ball      | Ralf Souquet   | Rico Diks       | Thomas Engert          |
| Herren – 8-Ball      | Ralf Souquet   | Rico Diks       | Mika Lehtimäki         |
| Herren – 9-Ball      | Ralf Souquet   | Fabio Petroni   | Alexander Wanner       |
| Herren – 9-Ball      | Ralf Souquet   | Fabio Petroni   | Peter Nielsen          |
| Herren-Mannschaft    | Dänemark       | Finnland        | Deutschland            |
| Herren-Mannschaft    | Dänemark       | Finnland        | Vereinigtes Königreich |
| Damen – 14/1 endlos  | Allison Fisher | Franziska Stark | Karen Corr             |
| Damen – 14/1 endlos  | Allison Fisher | Franziska Stark | Gerda Hofstätter       |
| Damen – 8-Ball       | Ilona Bernhard | Karen Corr      | Franziska Stark        |
| Damen – 8-Ball       | Ilona Bernhard | Karen Corr      | Sandra Ortner          |
| Damen – 9-Ball       | Allison Fisher | Julia Rechfeld  | Michaela Rank          |
| Damen – 9-Ball       | Allison Fisher | Julia Rechfeld  | Ulrika Andersson       |
| Damen-Mannschaft     | Norwegen       | Schweden        | Schweiz                |
| Damen-Mannschaft     | Norwegen       | Schweden        | Deutschland            |